# Општина Апасео ел Алто (Гванахуато)
Апасео ел Алто (шп. Apaseo el Alto) општина је у Мексику у савезној држави Гванахуато. Општина се налази на надморској висини од 1865 м.

## Становништво
Према подацима из 2010. у општини је живело 64433 становника.

### Хронологија
| Година       | 2000                  | 2005                  | 2010                  |
| ------------ | --------------------- | --------------------- | --------------------- |
| Становништво | 56817 (27200 / 29617) | 57942 (27639 / 30303) | 64433 (31177 / 33256) |

### Попис
| \| \| м \| \| \| ж \| \| 0—2 \| 2.022 \| \| \| 1.966 \| \| 3—5 \| 2.088 \| \| \| 2.050 \| \| 6—11 \| 4.390 \| \| \| 4.215 \| \| 12—14 \| 2.032 \| \| \| 1.975 \| \| 15—17 \| 2.086 \| \| \| 2.101 \| \| 18—24 \| 3.968 \| \| \| 4.699 \| \| 60+ \| 2.751 \| \| \| 2.830 \| \| Просек : \| 27,4 \| \| \| 28,2 \| |       |  |  |       |
| |       |  |  |       |
| | м     |  |  | ж     |
| 0—2 | 2.022 |  |  | 1.966 |
| 3—5 | 2.088 |  |  | 2.050 |
| 6—11 | 4.390 |  |  | 4.215 |
| 12—14 | 2.032 |  |  | 1.975 |
| 15—17 | 2.086 |  |  | 2.101 |
| 18—24 | 3.968 |  |  | 4.699 |
| 60+ | 2.751 |  |  | 2.830 |
| Просек : | 27,4  |  |  | 28,2  |

| #   | Индикатор                                                                                        | Вредност |
| --- | ------------------------------------------------------------------------------------------------ | -------- |
| 1   | Становништво од 0 до 2 године                                                                    | 3988     |
| 2   | Мушко становништво од 0 до 2 године                                                              | 2022     |
| 3   | Женско становништво од 0 до 2 године                                                             | 1966     |
| 4   | Становништво са 3 и више година                                                                  | 60377    |
| 5   | Мушко становништво са 3 и више година                                                            | 29123    |
| 6   | Женско становништво са 3 и више година                                                           | 31254    |
| 7   | Становништво са 5 и више година                                                                  | 57588    |
| 8   | Мушко становништво са 5 и више година                                                            | 27723    |
| 9   | Женско становништво са 5 и више година                                                           | 29865    |
| 10  | Становништво са 12 и више година                                                                 | 47634    |
| 11  | Мушко становништво са 12 и више година                                                           | 22645    |
| 12  | Женско становништво са 12 и више година                                                          | 24989    |
| 13  | Становништво са 15 и више година                                                                 | 43627    |
| 14  | Мушко становништво са 15 и више година                                                           | 20613    |
| 15  | Женско становништво са 15 и више година                                                          | 23014    |
| 16  | Становништво са 18 и више година                                                                 | 39440    |
| 17  | Мушко становништво са 18 и више година                                                           | 18527    |
| 18  | Женско становништво са 18 и више година                                                          | 20913    |
| 19  | Становништво од 3 до 5 година                                                                    | 4138     |
| 20  | Мушко становништво од 3 до 5 година                                                              | 2088     |
| 21  | Женско становништво од 3 до 5 година                                                             | 2050     |
| 22  | Становништво од 6 до 11 година                                                                   | 8605     |
| 23  | Мушко становништво од 6 до 11 година                                                             | 4390     |
| 24  | Женско становништво од 6 до 11 година                                                            | 4215     |
| 25  | Становништво од 8 до 14 година                                                                   | 9789     |
| 26  | Мушко становништво од 8 до 14 година                                                             | 4956     |
| 27  | Женско становништво од 8 до 14 година                                                            | 4833     |
| 28  | Становништво од 12 до 14 година                                                                  | 4007     |
| 29  | Мушко становништво од 12 до 14 година                                                            | 2032     |
| 30  | Женско становништво од 12 до 14 година                                                           | 1975     |
| 31  | Становништво од 15 до 17 година                                                                  | 4187     |
| 32  | Мушко становништво од 15 до 17 година                                                            | 2086     |
| 33  | Женско становништво од 15 до 17 година                                                           | 2101     |
| 34  | Становништво од 18 до 24 године                                                                  | 8667     |
| 35  | Мушко становништво од 18 до 24 године                                                            | 3968     |
| 36  | Женско становништво од 18 до 24 године                                                           | 4699     |
| 37  | Женско становништво од 15 до 49 година                                                           | 17791    |
| 38  | Становништво са 60 и више година                                                                 | 5581     |
| 39  | Мушко становништво са 60 и више година                                                           | 2751     |
| 40  | Женско становништво са 60 и више година                                                          | 2830     |
| 41  | Однос између мушкараца и жена                                                                    | 93.75    |
| 42  | Становништво од нуле до 14 година                                                                | 20738    |
| 43  | Становништво од 15 до 64 године                                                                  | 39537    |
| 44  | Становништво од 65 година и више                                                                 | 4090     |
| 45  | Просечан број деце                                                                               | 2.71     |
| 46  | Становништво рођено у ентитету                                                                   | 53911    |
| 47  | Мушко становништво рођено у ентитету                                                             | 25984    |
| 48  | Женско становништво рођено у ентитету                                                            | 27927    |
| 49  | Становништво рођено у другом ентитету                                                            | 9658     |
| 50  | Мушко становништво рођено у другом ентитету                                                      | 4777     |
| 51  | Женско становништво рођено у другом ентитету                                                     | 4881     |
| 52  | Становништво од 5 година и више резидентно у ентитету у јуну 2005. године                        | 54912    |
| 53  | Мушко становништво старосног доба од 5 година и више, резидентно у ентитету у јуну 2005. године  | 25972    |
| 54  | Женско становништво старосног доба од 5 и више година, резидентно у ентитету у јуну 2005. године | 28940    |
| 55  | Становништво од 5 година и више које је живело у другом ентитету у јуну 2005. године             | 907      |
| 56  | Мушко становништво старије од 5 година које је живело у другом ентитету у јуну 2005. године      | 443      |
| 57  | Женско становништво старије од 5 година које је живело у другом ентитету у јуну 2005. године     | 464      |
| 58  | Становништво од 3 године и више које говори аутохтони језик                                      | 126      |
| 59  | Мушко становништво старо 3 године и више које говори аутохтони језик                             | 74       |
| 60  | Женско становништво старо 3 године и више које говори аутохтони језик                            | 52       |
| 61  | Становништво од 3 године и више које говори аутохтони језик и не говори шпански језик            | 0        |
| 62  | Мушко становништво старо 3 године и више које говори аутохтони језик и не говори шпански         | 0        |
| 63  | Женско становништво старо 3 године и више које говори аутохтони језик и не говори шпански језик  | 0        |
| 64  | Становништво старо 3 године и више које говори аутохтони језик и шпански                         | 87       |
| 65  | Мушко становништво старо 3 године и више које говори аутохтони језик и шпански                   | 50       |
| 66  | Женско становништво старо 3 године и више које говори аутохтони језик и шпански                  | 37       |
| 67  | Становништво од 5 година и више које говори аутохтони језик                                      | 124      |
| 68  | Становништво од 5 година и више које говори аутохтони језик и не говори шпански језик            | 0        |
| 69  | Становништво од 5 година и више које говори аутохтони језик и говори шпански језик               | 86       |
| 70  | Становништво у домородачким домаћинствима                                                        | 313      |
| 71  | Становништво са ограничењима у активностима                                                      | 2798     |
| 72  | Становништво са ограниченим ходањем или кретањем, горе или доле                                  | 1539     |
| 73  | Становници са ограничењима вида, чак и уз кориштење сочива                                       | 777      |
| 74  | Становништво са ограничењима говора, комуникације или конверзације                               | 270      |
| 75  | Становништво са ограниченим слухом                                                               | 287      |
| 76  | Становништво са ограничењима при одевању, купању или јелу                                        | 130      |
| 77  | Становништво са ограничењима у опажању или учењу једноставних ствари                             | 207      |
| 78  | Становништво са менталним ограничењима                                                           | 263      |
| 79  | Становништво без ограничења активности                                                           | 61219    |
| 80  | Становништво од 3 до 5 година које не похађа школу                                               | 1787     |
| 81  | Мушко становништво од 3 до 5 година које не похађа школу                                         | 884      |
| 82  | Женско становништво од 3 до 5 година које не похађа школу                                        | 903      |
| 83  | Становништво од 6 до 11 година које не похађа школу                                              | 203      |
| 84  | Мушко становништво од 6 до 11 година које не похађа школу                                        | 114      |
| 85  | Женско становништво од 6 до 11 година које не похађа школу                                       | 89       |
| 86  | Становништво од 12 до 14 година које не похађа школу                                             | 367      |
| 87  | Мушко становништво од 12 до 14 година које не похађа школу                                       | 195      |
| 88  | Женско становништво од 12 до 14 година које не похађа школу                                      | 172      |
| 89  | Становништво од 15 до 17 година похађа школу                                                     | 2348     |
| 90  | Мушко становништво од 15 до 17 година похађа школу                                               | 1121     |
| 91  | Женско становништво између 15 и 17 година живота у школи                                         | 1227     |
| 92  | Становништво од 18 до 24 године похађа школу                                                     | 1173     |
| 93  | Мушко становништво од 18 до 24 године похађа школу                                               | 519      |
| 94  | Женско становништво од 18 до 24 године похађа школу                                              | 654      |
| 95  | Становништво од 8 до 14 година које не може да чита и пише                                       | 352      |
| 96  | Мушко становништво старосног доба од 8 до 14 година које не може да чита и пише                  | 213      |
| 97  | Женско становништво старосног доби од 8 до 14 година које не може да чита и пише                 | 139      |
| 98  | Становништво од 15 година и више које је неписмено                                               | 4974     |
| 99  | Мушко становништво од 15 година и више које је неписмено                                         | 2063     |
| 100 | Женско становништво од 15 година и више које је неписмено                                        | 2911     |
| 101 | Становништво старо 15 и више година без школовања                                                | 6549     |
| 102 | Мушко становништво старо 15 и више година без школовања                                          | 3150     |
| 103 | Женско становништво старо 15 и више година без школовања                                         | 3399     |
| 104 | Становништво старосног доба 15 и више година са непотпуним основним образовањем                  | 7031     |
| 105 | Мушко становништво старосног доба од 15 година и више са непотпуном основним образовањем         | 3273     |
| 106 | Женско становништво старосног доба 15 и више година са непотпуном основним образовањем           | 3758     |
| 107 | Становништво старо 15 и више година са комплетним основним образовањем                           | 9294     |
| 108 | Мушко становништво старо 15 година и више са комплетним основним образовањем                     | 4172     |
| 109 | Женско становништво старо 15 и више година са комплетним основним образовањем                    | 5122     |
| 110 | Становништво старосног доба 15 и више година са непотпуним средњим образовањем                   | 2291     |
| 111 | Мушко становништво старосног доба од 15 година и више са непотпуним средњим образовањем          | 1312     |
| 112 | Женско становништво старосног доба од 15 година и више са непотпуним средњим образовањем         | 979      |
| 113 | Становништво старо 15 и више година са пуним секундарном образовањем                             | 11027    |
| 114 | Мушко становништво старосног доба од 15 година и више са пуним секундарном образовањем           | 5340     |
| 115 | Женско становништво старосног доба од 15 година и више са пуним секундарном образовањем          | 5687     |
| 116 | Становништво старије од 18 година са постосновним образовањем                                    | 6332     |
| 117 | Мушко становништво старије од 18 година са постосновним образовањем                              | 2895     |
| 118 | Женско становништво старије од 18 година са постосновним образовањем                             | 3437     |
| 119 | Просечна оцена школовања                                                                         | 6.58     |
| 120 | Просечан ниво образовања мушке популације                                                        | 6.56     |
| 121 | Просечан ниво образовања женског становништва                                                    | 6.59     |
| 122 | Економски активно становништво                                                                   | 23355    |
| 123 | Економски активна мушка популација                                                               | 16975    |
| 124 | Економски активна женска популација                                                              | 6380     |
| 125 | Становништво које није економски активно                                                         | 23971    |
| 126 | Мушко становништво које није економски активно                                                   | 5469     |
| 127 | Женско становништво које није економски активно                                                  | 18502    |
| 128 | Запослено становништво                                                                           | 21508    |
| 129 | Запослено мушко становништво                                                                     | 15285    |
| 130 | Запослено женско становништво                                                                    | 6223     |
| 131 | Незапослена популација                                                                           | 1847     |
| 132 | Незапослена мушка популација                                                                     | 1690     |
| 133 | Незапослена женска популација                                                                    | 157      |
| 134 | Становништво без права на здравствене услуге                                                     | 21728    |
| 135 | Становништво које има право на здравствене услуге                                                | 42529    |
| 136 | Становништво које има право на ИМСС                                                              | 10501    |
| 137 | Становништво које има право на социјално осигурање                                               | 2153     |
| 138 | Становништво које има право на државно социјално осигурање                                       | 93       |
| 139 | Становништво које има право на опште осигурање или здравствено осигурање за нову генерацију      | 29816    |
| 140 | Становништво које је било једном или није било у браку током 12 година и више                    | 16745    |
| 141 | Венчано или уједињено становништво од 12 година и више                                           | 27772    |
| 142 | Становништво које је било у браку или уједињено 12 година и више                                 | 3041     |
| 143 | Становништво са католичком религијом                                                             | 62253    |
| 144 | Протестанти, еванђелисти и библијски следбеници различити од еванђелиста                         | 1241     |
| 145 | Становништво са другим религијама различитим од претходних                                       | 9        |
| 146 | Становништво без религије                                                                        | 581      |
| 147 | Укупно пописаних домаћинства                                                                     | 14979    |
| 148 | Пописна домаћинства на челу са мушкарцима                                                        | 11636    |
| 149 | Пописна домаћинства на челу са женама                                                            | 3343     |
| 150 | Становништво у пописним домаћинствима                                                            | 64384    |
| 151 | Становништво у пописним домаћинствима на челу са мушкарцима                                      | 51973    |
| 152 | Становништво у пописним домаћинствима на челу са женама                                          | 12411    |
| 153 | Укупно домаћинстава                                                                              | 19538    |
| 154 | Укупно насељених домаћинстава                                                                    | 14994    |
| 155 | Укупно приватних кућа                                                                            | 19523    |
| 156 | Насељени приватни домови                                                                         | 14979    |
| 157 | Укупно насељених приватних кућа                                                                  | 14993    |
| 158 | Ненасељене приватне куће                                                                         | 2997     |
| 159 | Појединачна домаћинства за привремену употребу                                                   | 1547     |
| 160 | Становници у насељеним приватним кућама                                                          | 64384    |
| 161 | Насељеност станара у приватним становима                                                         | 4.3      |
| 162 | Просечно становника по соби у приватним насељеним домаћинствима                                  | 1.23     |
| 163 | Појединачна домаћинства са подовима од различитих материјала од земље                            | 14207    |
| 164 | Појединачна домаћинства у приземљу                                                               | 713      |
| 165 | Појединачна домаћинства са једном спаваћом собом                                                 | 5246     |
| 166 | Појединачна домаћинства са две спаваће собе и више                                               | 9679     |
| 167 | Појединачна домаћинства са једним собом                                                          | 705      |
| 168 | Појединачна домаћинства са две собе                                                              | 3022     |
| 169 | Појединачна домаћинства са 3 собе и више                                                         | 11193    |
| 170 | Појединачна домаћинства која имају електрично светло                                             | 14542    |
| 171 | Појединачна домаћинства која немају електрично светло                                            | 378      |
| 172 | Појединачна домаћинства која имају водоводну воду у стамбеном простору                           | 13817    |
| 173 | Појединачна домаћинства која немају водоводну воду у стамбеном простору                          | 1080     |
| 174 | Појединачна домаћинства која имају тоалет                                                        | 13053    |
| 175 | Појединачна домаћинства која имају канализацију                                                  | 12588    |
| 176 | Појединачна домаћинства која немају канализацију                                                 | 2196     |
| 177 | Појединачна домаћинства која имају електрично светло, довод воде из јавне мреже и канализацију   | 11781    |
| 178 | Појединачна домаћинства без икаквих услова                                                       | 309      |
| 179 | Појединачна домаћинства која имају радио                                                         | 12118    |
| 180 | Појединачна домаћинства која имају телевизор                                                     | 14039    |
| 181 | Појединачна домаћинства која имају фрижидер                                                      | 12349    |
| 182 | Појединачна домаћинства која имају машину за веш                                                 | 8095     |
| 183 | Појединачна домаћинства која имају аутомобил или комби                                           | 6618     |
| 184 | Појединачна домаћинства која имају рачунар                                                       | 1946     |
| 185 | Појединачна домаћинства која имају фиксну телефонску линију                                      | 4787     |
| 186 | Појединачна домаћинства која имају мобилни телефон                                               | 7973     |
| 187 | Појединачна домаћинства која имају приступ интернету                                             | 1099     |